# Энипефс
Энипе́фс (греч. Ενιπέας) — река в Греции, правый приток реки Пиньос. Берёт начало на северных склонах центральной части хребта Отрис в периферийной единице Фтиотида в периферии Центральная Греция. Течёт в северо-западном направлении по Фессалийской равнине по периферийным единицам Лариса и Кардица и впадает в Пиньос в периферийной единице Трикала. Длина реки 84 километра.
В античной географии известна как Энипей (др.-греч. Ἐνιπεύς). Река и её речной бог Энипей упоминаются Гомером. Фукидид сообщает, что фессалияне препятствовали Брасиду в переходе через Энипей. В османский период была известна как Куцук-Цанарлис (Κουτσούκ Τσαναρλής) «малая платановая река» от тур. çınar «чинар, платан восточный» и тур. küçük «маленький».

## Апидан
До 1970-х годов река была притоком реки, известной в античной географии как Апидан (др.-греч. Ἀπῐδᾰνός), в который впадала близ города Фарсал (Фарсала). В османский период река Апидан была известна как Табаханас или Табакос (Ταμπάχανας ή Ταμπάκος) «кожевенная река» от тур. tabakhane «дубильня, кожевенный завод», или Фарсалитис (Φαρσαλίτης), или Буйюк-Цанарлис (Μπουγιούκ Τσαναρλής) «большая платановая река» от тур. çınar «чинар, платан восточный» и тур. büyük «большой». Река Апидан перестала течь в 1970-е годы.
Река Апидан часто упоминается древнегреческими и латинскими авторами. Еврипид упоминает реку в трагедиях «Ифигения в Авлиде» и «Гекуба».